# Armariz (Nogueira de Ramuín)

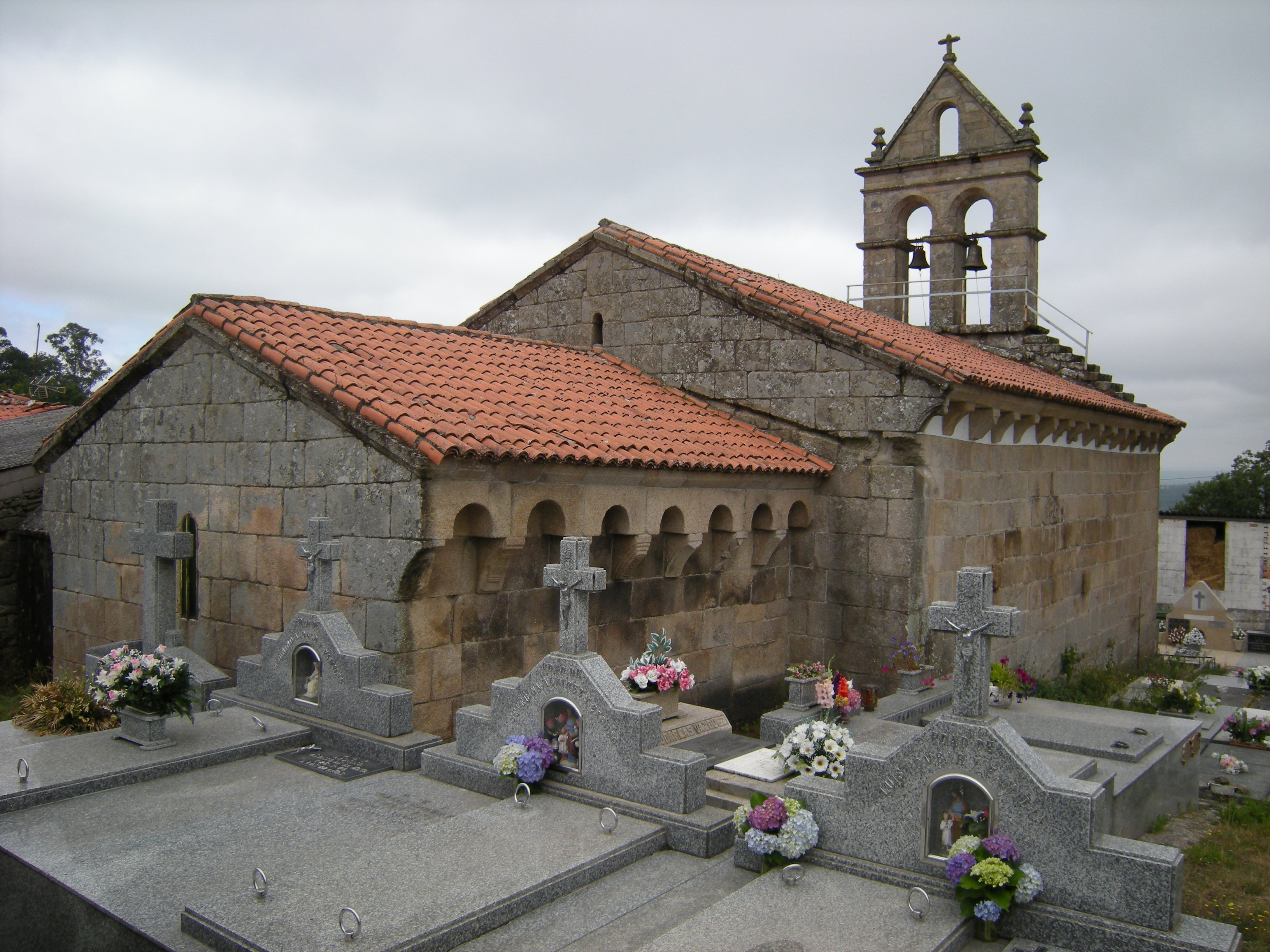
Vista posterior de l'església d'Armariz

Armariz és un poble d'Ourense del municipi de Nogueira de Ramuín just al límit amb O Pereiro de Aguiar i Esgos. A uns 17 km d'Ourense (a uns 15 minuts amb cotxe), la parròquia d'Armariz està formada per 11 entitats de població. El nom d'Armariz deriva d'Hermingar, rei dels sueus.
La primera descripció sobre Armariz apareix en el cadastre del Marquès de Ensenada, de 1753, i apareix dividida entre la jurisdicció de San Esteban de Ribas de Sil (que més tard es convertiria en l'ajuntament de Nogueira de Ramuin) i la jurisdicció de Pereiro. Per aquest motiu la nostra parròquia apareix tant en l'Interrogatori de la fra de sant hestevan de Rivas del sil i els seus agregats com en l'Interrogatori de la Vila del Pereiro de Aguiar i xifres compreses en dha jurisdición. La següent referència està recollida en el llibre "Concellos de Galícia" de Fariña Jamardo de 1821-1822 en la que es menciona que el "Ajuntament de Ribas de Sil" pertanyia al partit judicial de Maceda.
Hi ha el Castro de A Bouza Freda al poble d'O Covelo, a la muntanya entre aquest poble i Eiradela. També hi ha L'Igrexa de San Cristovo, d'estil romànic, apareix referenciada en documents del segle xii. Actualment té planta i absis rectangular (antigament, en els seus orígens, comptava amb una sagristia a la part esquerra). La façana oposada, a ponent, mostra una portada romànica amb arquivolta i baquetó, una mitja canya i semiesferes o "Boles d'Àvila". El timpà, recolzat en sengles queixals laterals, és llis. Les arquivoltes descansen sobre capitells i columnes adossades. Les parets laterals estan rematades per permòdols. La façana, amb un òcul circular, acaba en una espadanya de dos arcs coronada per un frontó d'arc central. A l'absis s'obren petites obertures que descansen sobre mènsules decorats amb elements antropomorfs, zoomorfos i fitomorfos.
També hi ha el Rectoral de Armariz, un edifici construït en carreus de granit al segle xix. Es creu que va ser una fortalesa del Marquesat d'Aguilar. L'any 1880 va ser donat a l'església, sent la residència dels sacerdots de San Cristovo de Armariz fins al 1999, quan va començar la seva restauració, transformada en casa de turisme rural inaugurada el juny del 2000. Destaca el sostre antic de fusta, i la pedra a les habitacions, les troneres, el pati central amb un balcó sobre columnes de pedra i finca de 20.000m² amb castanyers i roures.
També hi ha el Peto de Ánimas de Sáa, un oratori de 1828, un peto de tipus tancat. A la part alta hi havia una copa que contenia una creu, ara perduda, i s'acompanyava de dos pinacles piramidals que encara conserva.
També hi ha el castanyer de major circumferència en el seu soca basal de tota Galícia (podat), 16 metres de circumferència i, tot i ser el de major circumferència de tota Galícia, no és el més antic (el qual es troba en Manzaneda i té 13,85 metres de circumferència, conegut com el castanyer de Pombariños).